# Neolamprologus multifasciatus

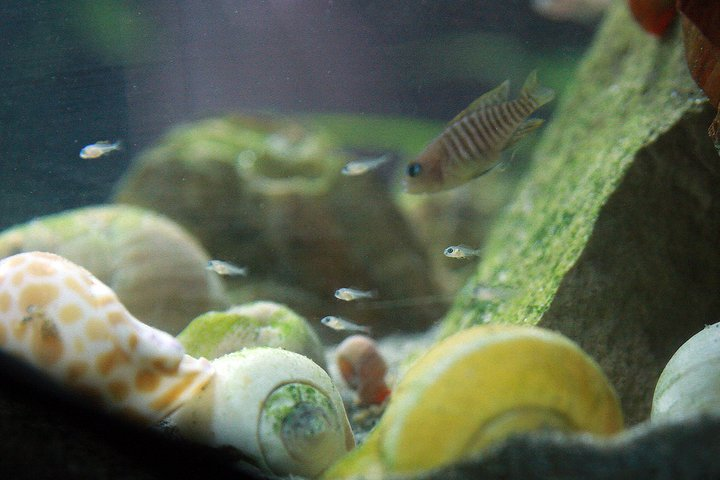
Crías

Neolamprologus multifasciatus es una especie de pez de la familia cichlidae endémica del Lago Tanganyika y es uno de los peces más pequeños de esta familia. El macho alcanza un tamaño máximo de cinco centímetros(5cm) mientras que la hembra crece unos 2.5 cm. Forma colonias de miles de individuos. N. multifasciatus cava en la arena en busca de conchas de caracol para refugiarse e incluso crecer en ellas.

## Color
Es de color blanco pálido con franjas gris claras a negras posicionadas verticalmente desde los opérculos hasta la aleta caudal. El tono de algunos individuos y dependiendo de donde se encuentre, se ve de un tono azul púrpura muy claro hasta marrón y todas las aletas de color amarillo claro, casi transparente y con sus ojos de un azul impresionante.

## En cautiverio
En la acuariofilia N. multifasciatus es comúnmente conocido como "multies". No es considerado como un cíclido de calidad como los grandes cíclidos o los mbunas pero se mantiene aún en acuarios por ser apropiados para peceras medianas y su profilidad natural.
El acuario necesita un fondo arenoso y con conchas de caracol imitando su hábitat natural, a una temperatura de 24 °C a 27 °C y un PH de 7.8 a 8.8 y con una dureza de 9ºdGH a 19ºdGH.
Otras dos especies son similares a N. multifasciatus, Neolamprologus similis y  Neolamprologus brevis. Normalmente son encontradas juntas en los acuarios con el nombre de "Shellies".

## Reproducción
Los machos son más grandes que las hembras, aun así no hay alguna otra diferencia sexual concreta.
La fecundación se realiza dentro de las conchas, siendo dejados los huevos por las hembras y los machos entran a fecundarlos. La eclosión de los huevos fecundados se produce a los 3 días, naciendo los alevines los cuales no saldrán mucho de las conchas, siendo alimentados, muchas veces, por sus propios padres.